# 엘렌 에반젤리스타
엘렌 에반젤리스타(Allen Evangelista, 1982년 1월 5일 ~ )는 미국의 배우, 텔레비전 배우이다.

## 방송
- 미국 십대의 비밀생활 시즌5
- 미국 십대의 비밀생활 시즌4
- 미국 십대의 비밀생활 시즌3
- 미국 십대의 비밀생활 시즌2
- 미국 십대의 비밀생활 시즌1

## 영화
- 백 투 더 비기닝 (2015년) - 아담 역
- 미국 십대의 비밀생활 시즌5 (2012년)
- 미국 십대의 비밀생활 시즌1 (2008년)
- 모짜르트와 고래 (2005년) - 스키츠 역